# Verneuil-l'Étang

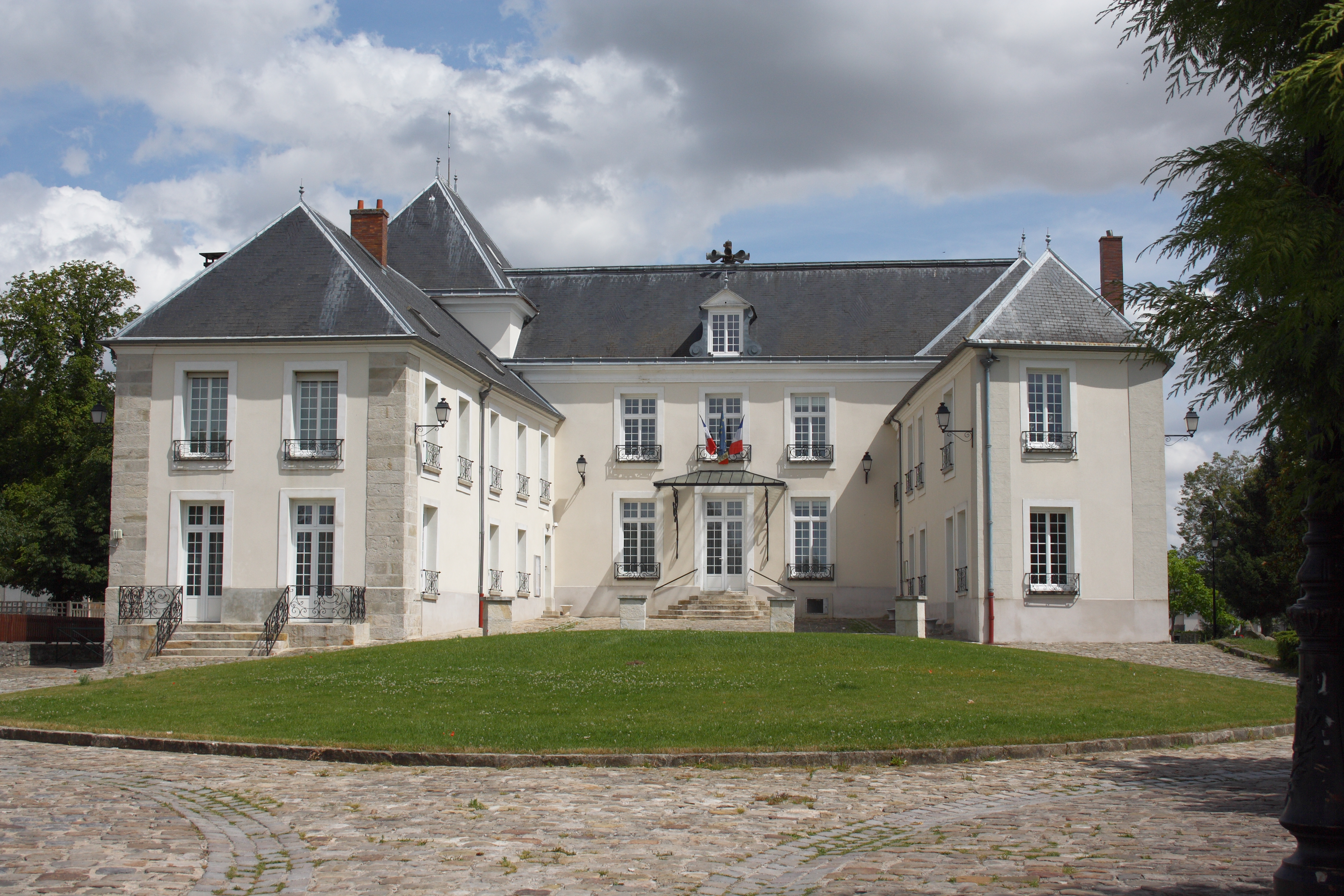
Gemeentehuis

Verneuil-l'Étang is een gemeente in het Franse departement Seine-et-Marne (regio Île-de-France) en telt 3135 inwoners (1999). De plaats maakt deel uit van het arrondissement Melun.

## Geografie
De oppervlakte van Verneuil-l'Étang bedraagt 7,8 km², de bevolkingsdichtheid is 401,9 inwoners per km².

## Verkeer en vervoer
In de gemeente ligt spoorwegstation Verneuil-l'Étang.
De onderstaande kaart toont de ligging van Verneuil-l'Étang met de belangrijkste infrastructuur en aangrenzende gemeenten.

## Demografie
Onderstaande figuur toont het verloop van het inwonertal (bron: INSEE-tellingen).